# Pidhaiciîkî, Zolociv
Pidhaiciîkî (în ucraineană Підгайчики, în germană Unterwalden) este localitatea de reședință a comunei Pidhaiciîkî din raionul Zolociv, regiunea Liov, Ucraina. Satul a fost locuit de germanii galițieni.

## Demografie
Componența lingvistică a localității Pidhaiciîkî
     Ucraineană (99,53%)
     Alte limbi (0,47%)
Conform recensământului din 2001, majoritatea populației localității Pidhaiciîkî era vorbitoare de ucraineană (99,53%), existând în minoritate și vorbitori de alte limbi.